# صوتبه (جرجر)
صوتبه (بالكردية: Xizori‏) (بالتركية: Sutepe)‏ هي قرية كرديّة تتبع إداريّاً لمديرية جرجر في محافظة أديامان التركية، بلغ عدد سكانها 297 نسمة في عام 2021.